# Улица Николая Рериха (Рига)
Улица Никола́я Ре́риха (латыш. Nikolaja Rēriha iela) — латвийская улица, располагающаяся в исторической части города Рига, в так называемом «посольском районе». Протяжённость улицы составляет 146 метров, названа в честь русского художника Николая Рериха.

## Расположение
Административно относится к Видземскому предместью. Пролегает в южном и юго-восточном направлении от улицы Элизабетес до стыка улиц Антонияс и Независимости Украины, с другими улицами не пересекается. Общая длина улицы Николая Рериха составляет 146 метров.
Движение по улице Николая Рериха одностороннее, в направлении улицы Элизабетес. Общественный транспорт не курсирует. На всём протяжении улица имеет статус жилой зоны и замощена тротуарной плиткой. Средняя ширина проезжей части — 4 м.

## История
Улица возникла из безымянного внутриквартального проезда, сложившегося при застройке этого района во второй половине XIX века. В 1908 году этому проезду было присвоено название — Эдуардовская улица (нем. Eduardstrasse, латыш. Eduarda (Edvarda) iela).
В 2000 году по предложению Латвийского общества Рериха улица Эдуарда была переименована в честь русского художника, писателя и философа Н. К. Рериха (1874—1947), что было приурочено к 70-летию первого опубликования Пакта Мира Рериха. До 2016 года это была единственная улица в мире, названная именем Николая Рериха.

## Рерихи и Латвия
Предки Николая Рериха, выходцы из Скандинавии, проживали на территории Латвии (в Курземе) по крайней мере с XVIII века, а его дед, Фридрих (Фёдор) Рерих, последние 40 лет своей жизни провёл в Риге, куда переселился в середине 1860-х годов. Однако отец художника Константин Фёдорович уже в 12-летнем возрасте уехал учиться в Санкт-Петербург, где в последующем работал и женился. Там и родился Николай Рерих. Но летом почти каждый год они всей семьёй гостили в Риге у деда, отдыхали в Майоренгофе (Майори), посещали Тукумс, Лиепаю и другие города Латвии.
Кроме того, в годы учёбы в Академии художеств товарищем Рериха по курсу был будущий классик латышской живописи Вильгельм Пурвитис; в это же время на старших курсах учились Янис Розенталс и Янис Валтерс.
Летом 1903 и 1904 годов Петербургское общество поощрения художеств направляло Николая Рериха на обследование памятников культуры в прилегающих губерниях, включая территорию нынешних Литвы и Латвии. Из этих поездок молодой художник привёз около 100 этюдов старинной архитектуры, 500 фотоснимков, записи фольклора, небольшие археологические находки и подробный очерк «По старине». В числе зарисовок было несколько написанных в 1903 году этюдов с видами Риги, в частности, с интерьерами Домского собора.
В статье «Латвия», написанной в 1931 году, Рерих так вспоминает об этой поездке:
Кроме самой Риги, Митавы и Виндавы мы подробно осмотрели Ливонскую Швейцарию — все эти удивительно живописно романтические памятники прошлого, которые теперь носят такие многозначительные имена, как Сигулда, Цесис, Елгава, Вентспилс. Сколько замечательных исторических и поэтических преданий! Сколько прекрасных образцов и неолита и бронзового века нам удалось собрать! Сколько раз, останавливаясь в поместьях и пасторатах, мы слушали интереснейшие повествования о древних делах. И сама Рига, с древними соборами, с прекрасным органистом, ввела нас в свое славное прошлое. Было написано несколько картин и этюдов, которые сейчас разбрелись по Калифорнии и Канаде. Тоже где-то рассказывают они о Риге, о Митаве, о Зегевольде и как посланники добрые напоминают о красотах Латвии.(Цит. по: Гунта Рудзите. Рерих и Латвия)

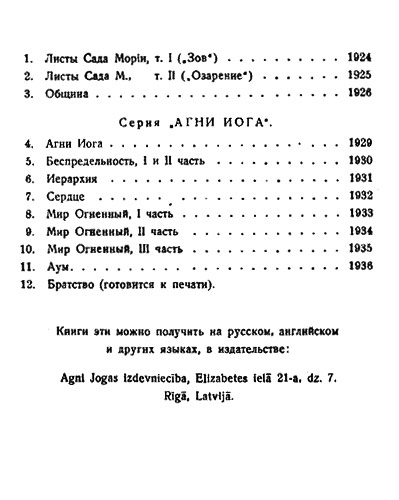
Последняя страница книги «Аум» серии «Агни-йога» (1936, Рига)

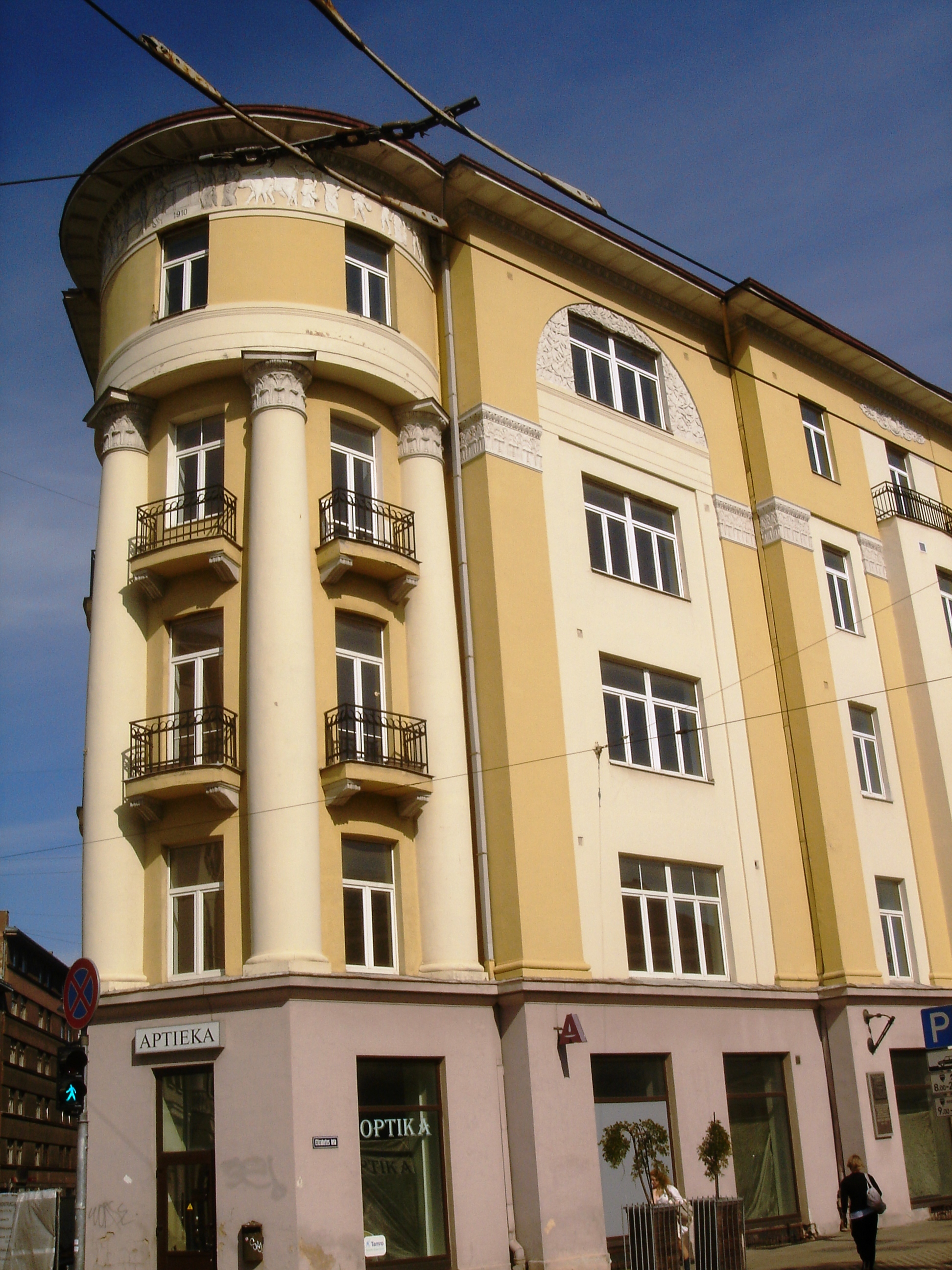
Улица Элизабетес, 21a

В латвийской периодике начала XX века нередко упоминалось «латышское» происхождение Н. К. Рериха. В рижской газете «Balss» (1900 г., № 9) было помещено сообщение о проходящей в Петербурге выставке художников с участием латышей Я. Розенталя и В. Пурвитиса, а также «латыша» Рериха, «выходца из Курземе (Вентспилс)». Журнал «Nedēļa» в 1925 году сообщал: «Говорят, что Рерих латыш», добавляя при этом: «Сам он, кажется, никогда этого не говорил».
Николай Константинович в последний раз был в Риге в 1910 году, но его регулярные контакты с Латвией возобновились в конце 1920-х годов, когда в Риге начало формироваться Латвийское общество Рериха (официально зарегистрировано в октябре 1930 года). Усилиями Общества были выпущены многие труды Рериха; именно в Риге был впервые издан ряд книг «Агни-йоги». Всего же за относительно небольшой отрезок времени Латвийское общество Рериха выпустило около 50 его книг; помимо того, выходили периодические издания и другая печатная продукция. Организаторами этой издательской деятельности стали рижане В. А. Шибаев и Р. Я. Рудзитис.
В 1937 году при Обществе был открыт музей, коллекция которого включала 45 картин Николая Рериха, переданных музею автором, среди которых «Твердыня Тибета» (1932), «Брамапутра» (1932), «Часовня св. Сергия» (1936), «Кулута» (1937), гималайские и монгольские пейзажи, а также 10 картин его сына Святослава, также художника.
Из Риги всегда идут добрые вести — это так было — так будет. Будьте сильными, будьте самыми замечательными деятелями Вашей милой нашему сердцу страны.Из письма Н. К. Рериха Рихарду Рудзитису, 24 мая 1937 г.
5 августа 1940 года, в день присоединения Латвии к СССР, было издано постановление о прекращении деятельности всех общественных организаций, действовавших в Латвийской Республике. В октябре 1940 года ликвидировали и общество Рериха; многие его члены были репрессированы. Картины Рериха передали в Художественный музей Латвийской ССР, посетители которого впервые увидели их только в 1956 году. Вскоре для постоянной экспозиции картин Рериха в Художественном музее была отведена отдельная комната, в чём немалая заслуга заведующей русским отделом музея Татьяны Александровны Качаловой. В настоящее время картины Рериха находятся в коллекции рижского Музея зарубежного искусства, где для их экспозиции также оформлено отдельное помещение — «кабинет Рериха» на третьем этаже музея.
В 1988 году Латвийское общество Рериха возобновило свою работу. В январе 2010 года на здании, в котором в межвоенный период находились общество и музей Рериха (ул. Элизабетес, 21a), была открыта памятная доска. Это здание находится всего в 50 метрах от начала улицы Николая Рериха.
Представители рода Рерихов живут в Латвии до сих пор.

## Застройка
Улица Николая Рериха проходит вдоль боковых и задних фасадов домов, относящихся к смежным улицам, их выездных ворот и гаражей. Адреса по улице Николая Рериха имеют только 5 зданий.

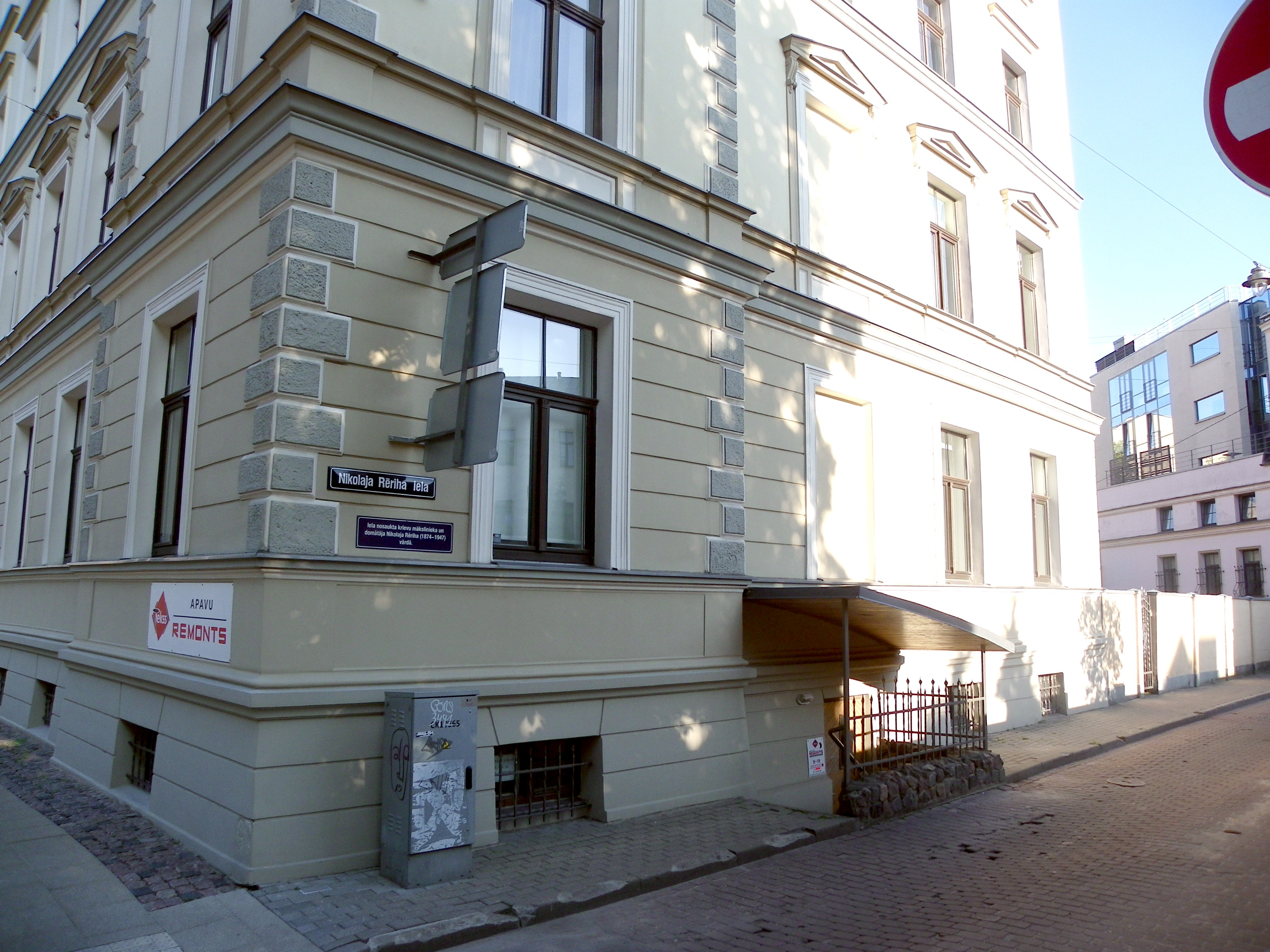
Начало улицы
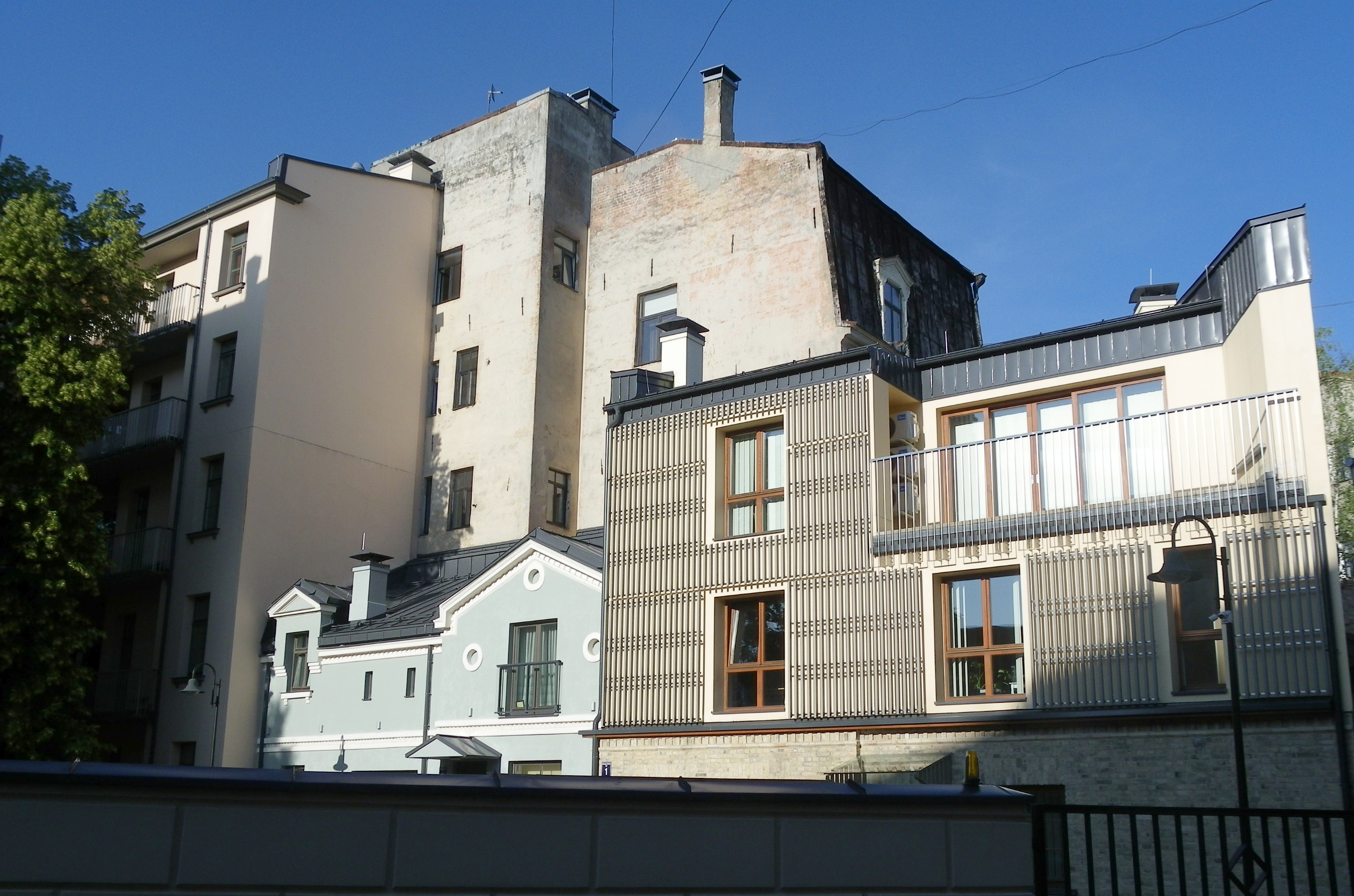
Дома № 1 и 1а
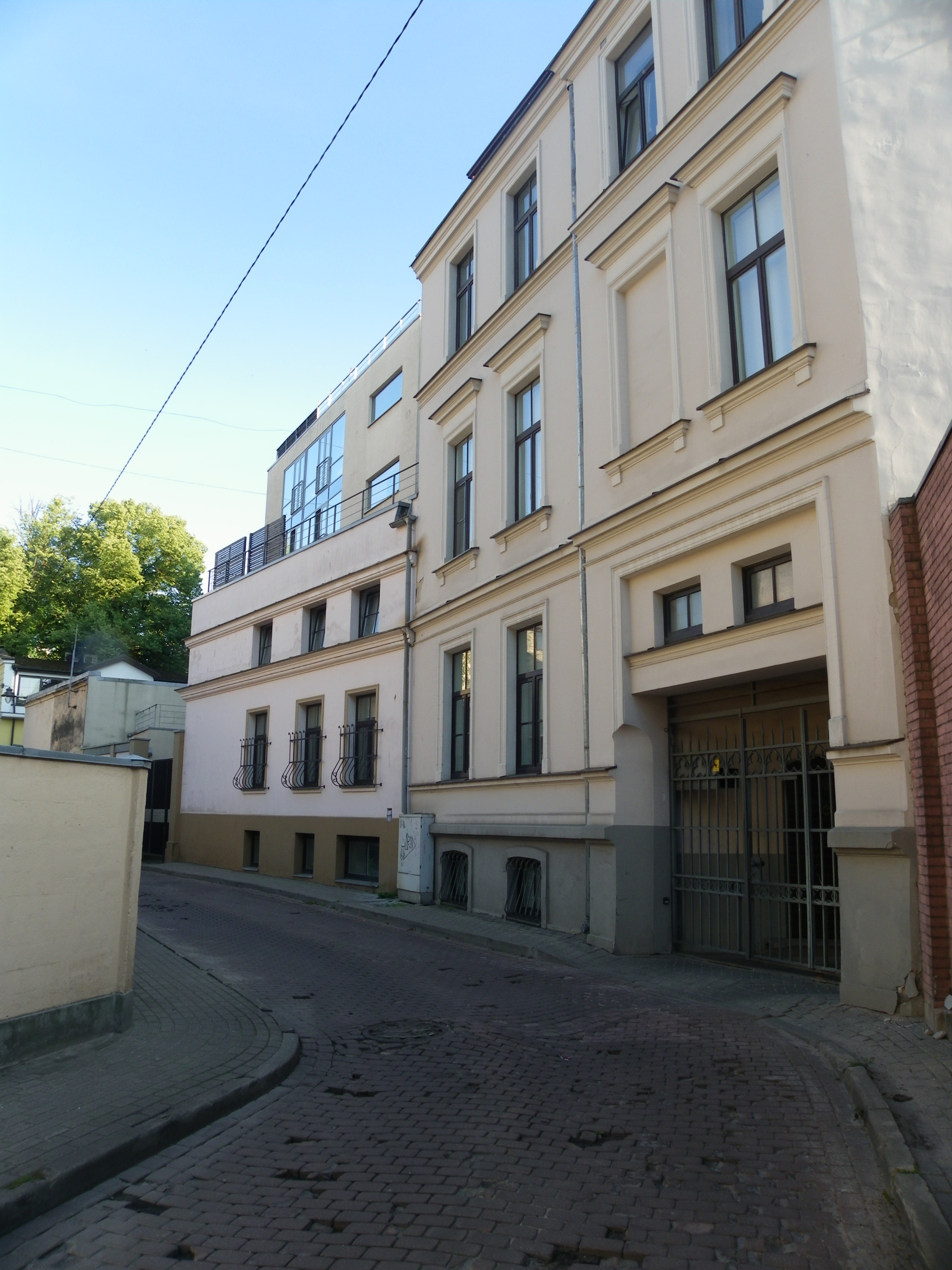
Средняя часть улицы
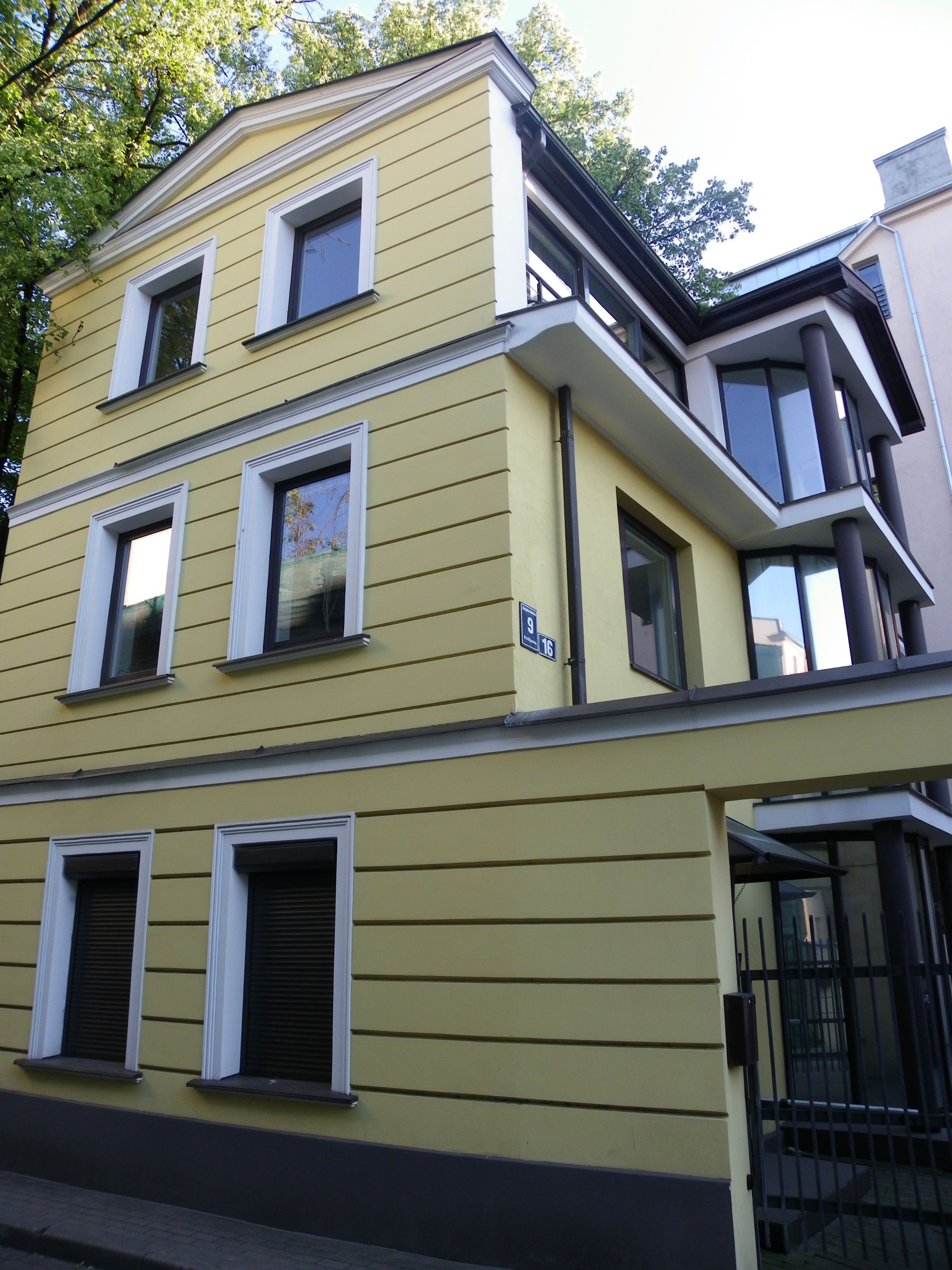
Дом № 6, ранее — бул. Калпака, 9-16
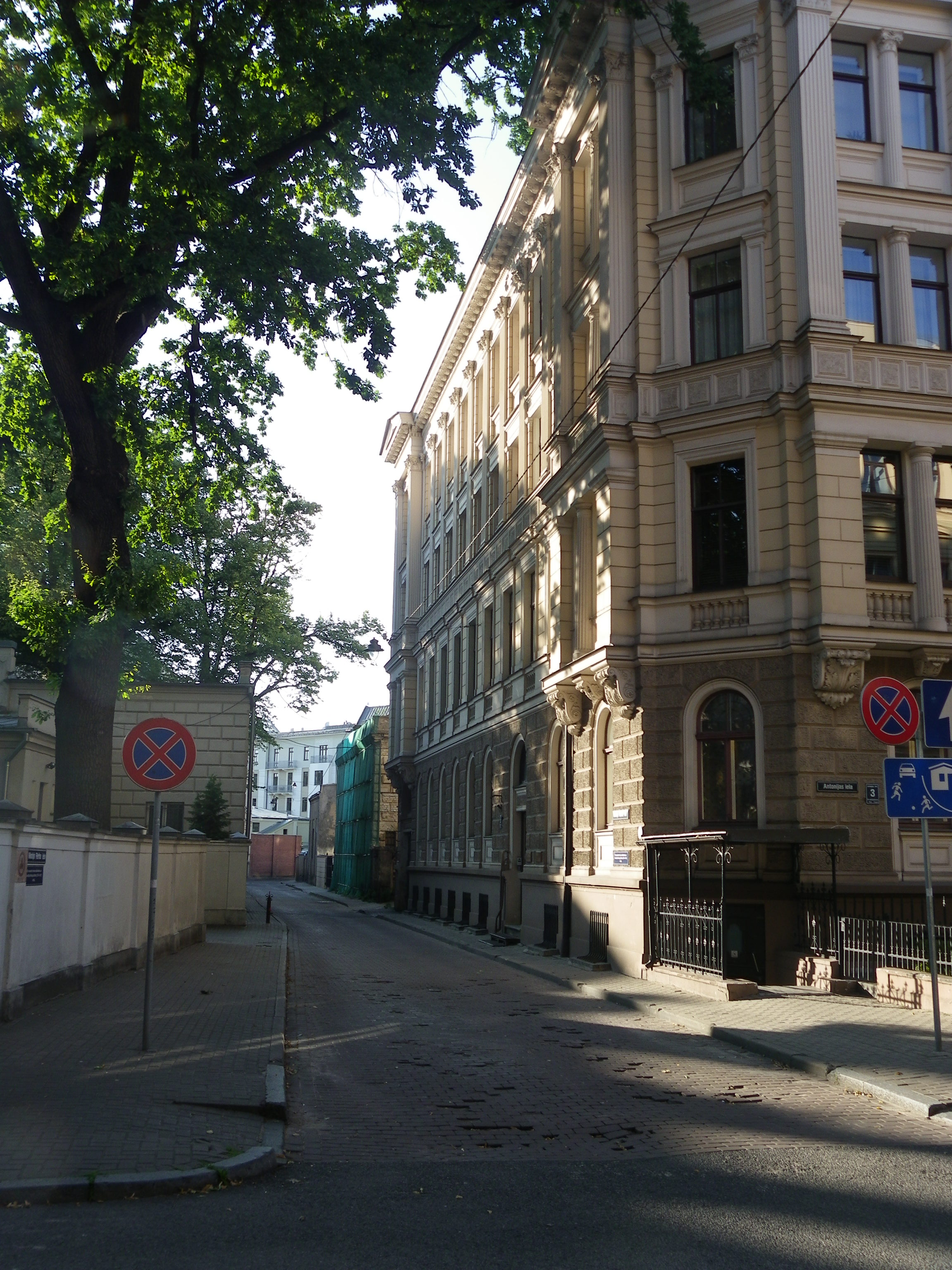
Угол улицы Антонияс